# Греко-католицька церква на Буковині
Українська греко-католицька церква на Буковині — історія становлення і функціонування греко-католицької церкви на Буковині

## Історія становлення і функціонування греко-католицької церкви на Буковині
Греко-католицька церква на теренах буковинської землі має свою давню історію, їй понад два столітті. Ще в 80-х роках XVIII століття були зроблені перші кроки до організування Української греко-католицької громади.

Пам'ятний Хрест, воздвижений з нагоди 400-ліття Берестейської Унії на подвір'ї Собору Успіння Пресвятої Богородиці у Чернівцях на вулиці Руській (Чернівці, 2009)

- 1780 — У Відні двірська воєнна рада піднімає питання греко-католиків Буковини. Перша спроба надати українцям греко-католикам Буковини офіційного статусу;
- 1781 — православний єпископ Радовецький Герескул листом до віденського генерала Енценберга протестує проти віденської постанови і доля уніатів залишається безучасною ще 30 років;
- 1812 — Число русинів-католиків[1] () в одних тільки Чернівцях зростає до 536 родин, цісар Йосип ІІ наказує офіційно утворити греко-католицьке душпастирство в Чернівцях, Сереті і Качиці;
- 1814 — Буковина дістає іменованого декана Чернівецького о. Теодора Лаврецького; до Чернівецького деканату тоді належали Садгора, Заставна, Погорілівка, Кучурмаре, Серет та Глибока;
- Перші греко-католицькі священники у Чернівцях відправляли службу Божу в римо-католицькому костелі при вівтарі Успеня Пресвятої Богородиці. Існувала домовленість між двома конфесіями про те, що русини (українці) користуються храмом вранці до восьмої години, а відтак відправлятимуть римо-католики. З часом, громада католиків візантійського обряду (греко-католики) Чернівців збільшилась і такий розподіл часу вже не підходив.
- У 1820 році чернівчанин Тадей Туркул подарував невеличку земельну ділянку та пожертвував власні кошти на будівництво нової церкви для греко-католиків Чернівців.
- 31 травня 1820 року було освячено наріжний камінь фундаменту майбутньої церкви.
- 10 червня 1821 року в Неділю Зіслання Святого Духа, новозбудована церква отримала благословення. Першу назву церква отримала на честь святих Петра і Павла, нині співкатедральний Собор Успіння Пресвятої Богородиці;
- До 1835 року парохом новозбудованого в Чернівцях собору був Теодор Лаврецький;
- 1835 — призначено парохом і деканом Чернівецьким отця Теодора Максимовича, котрий душпастирював на Буковині 46 років;
- 1880 — на Буковину з візитацією прибуває блаженної пам'яті галицький митрополит Йосиф (Сембратович). В супроводі трьох процесій — української, латинської та вірменської він відвідав головний храм греко-католиків Буковини на вулиці Руській.;
- 1882 — реєструється перше українське духовне братство святого Тадея, до котрого вступили українська католицька інтелігенція. Братство стало оплотом світської української культури, чим високо піднесло авторитет української Церкви.

Буковинська парафія стає належна до Станіславського Єпископа.
- 1885 — Чернівецький деканат очолює преподобний отець Келестин Костецький, котрий душпастирював 24 роки. Залишив по собі цінні рукописи — хроніка греко-католицької церкви на Буковині;
- У 1900 році вперше, як єпископ Станіславський до Чернівців прибув Андрей (Шептицький). В тому часі Митрополит Андрей відвідав всі парафії Буковини — Садгору, Вашківці, Кіцмань, Заставну, Путилу, Вижницю, Сторожинець та інші менші громади. Шептицький проповідував, навчав, зустрічався з молоддю, оглядав школи та культурні українські товариства, підносив авторитет греко-католицьких парафій, відстоював справи громад та українців перед місцевою владою;
- У 1918 році Буковину насильно приєднують до Румунії. В 1923 році громада та парох були підпорядковані Блажі Семигородської Митрополії.
- До 1930 року громада УГКЦ Буковини існувала, як окрема апостольська адміністратура на чолі з прелатом Климентієм Злепком, який мав свій осідок у Сереті.
- У 1930 році на підставі нового конкордату було створено Мармароську (Румунія, Трансильванія) єпархію з центром у Бая-Маре. До цієї митрополії передано також понад 20 громад УГКЦ Буковини. На той час на Буковині проживали 18 тисяч українських греко-католиків.
- Відомий на Буковині архітектор Володимир Залозецький розробив проект розбудови (добудови) новішої частини чернівецького храму.

До 1937 року у храмі урочисто святкують празник апостола Юди Тадея. Цей святий був патроном фундатора старої церкви Тадея Туркула на кошти якого вона була побудована. Тому з вдячності до Тадея Туркула та його жертовності, храм в Чернівцях протягом кількох десятиліть носив ім'я святого Тадея. В храмі до Другої світової війни про Туркула нагадувала меморіальна дошка, яка була зруйнована радянською владою;
У 1937 році храм отримує назву Успіня Пресвятої Богородиці.

Перший парох греко-католицької церкви у Чернівцях на вулиці Руській Теодор Лаврецький

- В 1940 році кількість греко — католиків Буковини зросло й налічувало вже 28 тисяч.

З приходом у червні 1940 року на Буковину більшовицької влади греко-католицька церква зазнала нечуваного гоніння та переслідування.
- У 1946 році на Буковині було заборонено богослужіння в українських греко-католицьких церквах.

Священники та громада були змушені йти в підпілля.
Собор Успіння Пресвятої Богородиці забрали в підпорядкування Православної Церкви Московського патріархату.
Частина вірних УГКЦ перейшли до римо-католицького костелу, а частина до сусідньої православної Миколаївської церкви.
Довгий час вірні УГКЦ збирались у підпіллі, богослужіння відправляв священик Кость Демитро, декан Стефко.
- В соборі Успіня Пресвятої Богородиці, таки зорганізувалась двадцятка вірних УГКЦ, але вона була дуже не велика і тому навіть не в змозі була платити податки.
- У 1961 році собор Успіня Пресвятої Богородиці було закрито на замок. Згодом у церкві організували промисловий склад.
- У кінці 80-х років XX століття розпочалась реабілітація УГКЦ та її вірних в Україні.

4 серпня 1987 року у Львові єпископ Павло (Василик) ініціював написання звернення на ім'я Папи Івана Павла ІІ та М. Горбачова щодо виходу УГКЦ з підпілля.
У вересні 1989 року рух за легалізацію УГКЦ церкви на Буковині набрав організованих форм.
Ініціативний комітет у листопаді 1989 року отримав від Чернівецької міської ради дозвіл на проведення богослужіння перед зачиненими дверима собору Успіня Пресвятої Богородиці.
- 8 січня 1990 року Чернівецькі греко-католики провели першу легальну відправу біля дверей Собору Успення Пресвятої Богородиці. Першим, хто провів богослужіння був отець Микола (Сімкайло) з Івано-Франківська. Згодом зорганізувалось і братство громади.
- Завдяки організованим діям громади та при допомозі демократичних сил Буковини () собор офіційно було відчинено 6 жовтня 1991 року.

Впродовж перших трьох років організації церковного життя громади до Чернівців були направленні найкращі проповідники для духовної опіки вірних, а саме отець Іван Качанюк, отець Тарас Сеньків, а його наступником був призначений ректор підпільної семінарії УГКЦ отець Михайло Коссило.
- В 1990-их роках Чернівецька громада УГКЦ входила до складу Івано-Франківські єпархії УГКЦ.
- У жовтні 1991 року Буковину відвідує кардинал Мирослав-Іван Любачівський.
- 1993 — Створення Коломийсько-Чернівецької єпархії.

Чернівецький собор Успіння Пресвятої Богородиці набуває статусу прокатедрального собору Коломийсько-Чернівецької єпархії, яку очолив преосвященний єпископ-ординарій Кир Павло (Василик).
- 17 квітня 2006 року правлячий єпископ Коломийсько-Чернівецької єпархії владика Микола (Сімкайло) проголосив створення Буковинського вікаріату Коломийсько-Чернівецької єпархії Української греко-католицької церкви з осідком у місті Чернівці.

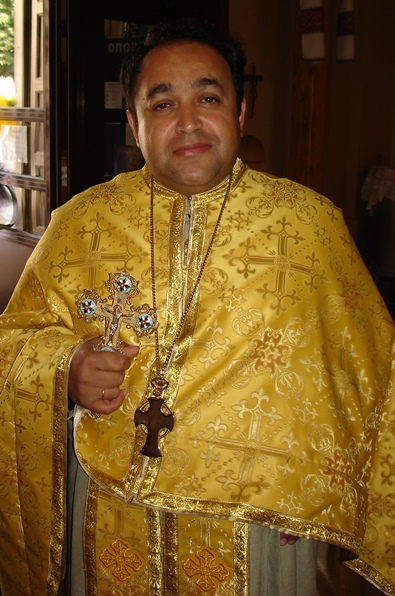
отець Валерій Сиротюк — священик (митрофорний пресвітер), поет, композитор, сценарист, культурний діяч

Отець Валерій Сиротюк був поіменований Синкелом (Вікарієм) новоутвореного Буковинського вікаріату.
До складу Буковинського Вікаріату ввійшли два деканати єпархії: Чернівецький та Вижницький.
- В 2011 році греко-католики Буковини святкували 190 років першого та головного храму УГКЦ на Буковині.

## Парафії Чернівецької Єпархії
- Співкатедральний Собор Успіння Пресвятої Богородиці, м. Чернівці, вул. Руська 28;
- Церква Покрови Пресвятої Діви Марії, м. Чернівці (Садгора), вул. Галицького 60;
- Церква Різдва Пресвятої Богородиці, м. Чернівці, вул. Нікітіна 31;
- Церква Вознесіння Господа Нашого Ісуса Христа, с. Рідківці, (Новоселицький район);
- Церква святого пророка Іллі, с. Топорівці (Новоселицький район);
- Церква Покрова Пресвятої Богородиці, м.Глибока;
- Церква Зіслання Святого Духа, м.Новоселиця (Кельменецький район);
- Церква святих Рівноапостольних Володимира і Ольги, с. Селятин (Путильський район);
- Церква Усіх святих українського народу, м. Сторожинець;
- Церква Пресвятої Трійці, с. Давидівка (Сторожинецький район);
- Церква святих Верховних Апостолів Петра і Павла c. Нова Жадова, (Сторожинецький район);
- Громада УГКЦ м. Путила;
- Громада УГКЦ м. Вижниця;
- Громада УГКЦ м. Вашківці;
- Громада УГКЦ м. Заставна;
- Громада УГКЦ м. Кіцмань;
- Громада УГКЦ м. Хотин;
- Громада УГКЦ Берегомет (смт), Вижницький район;
- Громада УГКЦ с. Бояни, (Новоселицький район).

## Церкви і каплиці Чернівецької Єпархії, знищені радянською владою
- с. Бояни,Новоселицький район. Церква Різдва Пречистої Діви Марії (мурована (збудована) 1900 року);
- с. Гоголина (біля села Бояни) (збудована 1909);
- м. Сторожинець. Церква Різдва Пречистої Діви Марії (дерев'яна, 1896);
- с. Старі Бросківці, Сторожинецький район. Церква Св. Івана Хрестителя (дерев'яна, 1863);
- м. Вашківці. Церква Св. о. Миколая (дерев'яна, куплена в Кутах, 1886);
- м. Глибока. Церква Покрови Пресвятої Діви Марії (дерев'яна, 1817);
- с. Кічера. Церква Св. Параскеви в прилученні до м. Глибока (збудована в пам'ять 60-го ювілею правління Франца Йосифа І в 1909);
- м. Заставна. (Церква будувалася в 1912–1914 роках);
- м. Кіцмань. Церква Преображення Господнього (дерев'яна, 1886);
- с. Погорілівка. Церква св. о. Миколая (мурована, 1828, відновлена 1902);
- м. Вижниця. Церква св. ап. Петра і Павла (дерев'яна, 1869);
- м. Путила. Церква св. о. Миколая (дерев'яна, 1900);
- Каплиця с. Іспас, (Вижницький район) і с. Майдан, (дерев'яна, покрита бляхою, 1910);
- Каплиця Покрова Пресвятої Діви Марії в прилученні с.Старі Бросківці, Сторожинецький район (мурована, 1896);
- Каплиця св. Мирона в прилученні м. Кіцмань;
- Каплиця с. Чорнівка в прилученні м. Садгора.